# Eicochrysops sapphirina
Eicochrysops sapphirina är en fjärilsart som beskrevs av Stoneham 1938. Eicochrysops sapphirina ingår i släktet Eicochrysops och familjen juvelvingar. Inga underarter finns listade i Catalogue of Life.